# Bollywood Hungama
Bollywood Hungama (n.đ. 'Bollywood Madness' trong tiếng Hindi), trước đây là IndiaFM (hoặc IndiaFM.com), là một trang web giải trí Bollywood, thuộc sở hữu của Hungama Digital Media Entertainment, công ty đã mua lại trang web vào năm 2000.
Trang web cung cấp tin tức liên quan đến ngành công nghiệp điện ảnh Ấn Độ, đặc biệt là Bollywood, đánh giá phim và báo cáo doanh thu phòng vé. Trang web được ra mắt vào ngày 15 tháng 6 năm 1998, và ban đầu có tên là "IndiaFM.com". Trang web được đổi thành tên như hiện tại vào năm 2008.